# Mistrzostwa Europy w Lekkoatletyce 1962 – bieg na 1500 m mężczyzn

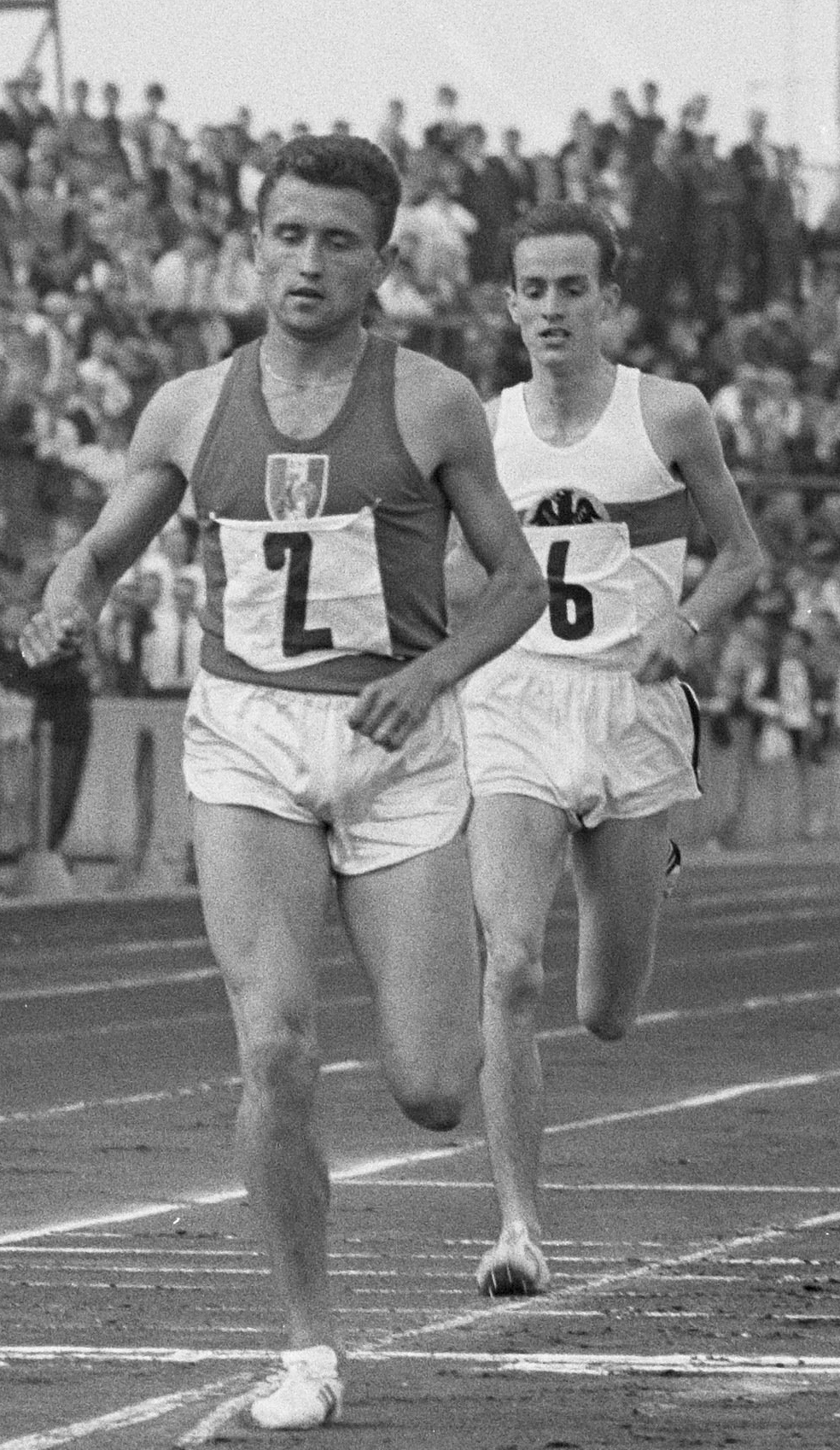
Michel Jazy (z lewej)

Bieg na dystansie 1500 metrów mężczyzn był jedną z konkurencji rozgrywanych podczas VII Mistrzostw Europy w Belgradzie. Biegi eliminacyjne zostały rozegrane 14 września, a bieg finałowy 16 września 1962 roku. Zwycięzcą tej konkurencji został reprezentant Francji Michel Jazy. W rywalizacji wzięło udział dwudziestu trzech zawodników z szesnastu reprezentacji.

## Rekordy
| Rekord świata     | Herb Elliott (AUS)        | 3:35,6 | Rzym, Włochy                   | 06.09.1960 |
| Rekord Europy     | Stanislav Jungwirth (CSK) | 3:38,1 | Stará Boleslav, Czechosłowacja | 12.07.1957 |
| Rekord mistrzostw | Olavi Vuorisalo (FIN)     | 3:40,8 | Sztokholm, Szwecja             | 22.08.1958 |

## Wyniki

### Eliminacje
Bieg 1
| Miejsce | Zawodnik             | Czas   | Uwagi |
| ------- | -------------------- | ------ | ----- |
| 1       | Heinz Böthling       | 3:47,4 | Q     |
| 2       | Henk Snepvangers     | 3:47,5 | Q     |
| 3       | Mike Berisford       | 3:47,6 | Q     |
| 4       | Iwan Bielicki        | 3:48,3 |       |
| 5       | Manuel de Oliveira   | 3:48,8 | NR    |
| 6       | Georgios Mesimertzis | 3:51,8 |       |

Bieg 2
| Miejsce | Zawodnik          | Czas   | Uwagi |
| ------- | ----------------- | ------ | ----- |
| 1       | Witold Baran      | 3:44,1 | Q     |
| 2       | Wasilij Sawinkow  | 3:44,7 | Q     |
| 3       | Werner Krause     | 3:44,8 | Q     |
| 4       | Simo Važić        | 3:45,5 |       |
| 5       | György Kiss       | 3:45,7 |       |
| 6       | Jean Clausse      | 3:46,4 |       |
| 7       | Muharrem Dalkılıç | 3:46,8 |       |
| 8       | William Cornell   | 3:49,9 |       |
| 9       | Hugo Walser       | 4:01,8 |       |

Bieg 3
| Miejsce | Zawodnik       | Czas   | Uwagi |
| ------- | -------------- | ------ | ----- |
| 1       | Michel Jazy    | 3:47,7 | Q     |
| 2       | Harald Norpoth | 3:48,0 | Q     |
| 3       | Tomáš Salinger | 3:48,0 | Q     |
| 4       | Peter Parsch   | 3:48,4 |       |
| 5       | Stan Taylor    | 3:49,9 |       |
| 6       | Rudolf Klaban  | 3:50,0 |       |
| 7       | Tomás Barris   | 3:50,0 |       |
| 8       | Alfredo Rizzo  | 4:00,3 |       |

### Finał
| Miejsce | Zawodnik         | Czas   |
| ------- | ---------------- | ------ |
| 1       | Michel Jazy      | 3:40,9 |
| 2       | Witold Baran     | 3:42,1 |
| 3       | Tomáš Salinger   | 3:42,2 |
| 4       | Heinz Böthling   | 3:42,7 |
| 5       | Werner Krause    | 3:43,8 |
| 6       | Wasilij Sawinkow | 3:44,2 |
| 7       | Henk Snepvangers | 3:44,8 |
| 8       | Mike Berisford   | 3:45,2 |
| –       | Harald Norpoth   | DNF    |